# Podnoszenie ciężarów na Igrzyskach Panamerykańskich 2015
Podnoszenie ciężarów na Igrzyskach Panamerykańskich 2015 odbywało się w dniach 11–15 lipca 2015 roku w Oshawa Sports Centre w Oshawa. Stu dwudziestu jeden zawodników obojga płci rywalizowało łącznie w piętnastu konkurencjach. W czasie zawodów pobito dziewiętnaście rekordów.

## Podsumowanie

### Klasyfikacja medalowa
| Klasyfikacja medalowa | Klasyfikacja medalowa | Klasyfikacja medalowa | Klasyfikacja medalowa | Klasyfikacja medalowa | Klasyfikacja medalowa |
| Miejsce               | państwo               | Złoto                 | Srebro                | Brąz                  | Razem                 |
| --------------------- | --------------------- | --------------------- | --------------------- | --------------------- | --------------------- |
| 1                     | Kolumbia              | 8                     | 3                     | 2                     | 13                    |
| 2                     | Wenezuela             | 2                     | 4                     | 1                     | 7                     |
| 3                     | Kuba                  | 2                     | 2                     | 1                     | 5                     |
| 4                     | Brazylia              | 1                     | 1                     | 2                     | 4                     |
| 5                     | Stany Zjednoczone     | 1                     | 1                     | 0                     | 2                     |
| 6                     | Dominikana            | 1                     | 0                     | 3                     | 4                     |
| 7                     | Ekwador               | 0                     | 1                     | 3                     | 4                     |
| 8                     | Meksyk                | 0                     | 1                     | 2                     | 3                     |
| 9                     | Kanada                | 0                     | 1                     | 1                     | 2                     |
| 10                    | Chile                 | 0                     | 1                     | 0                     | 1                     |
| Razem                 | Razem                 | 15                    | 15                    | 15                    | 45                    |

### Medaliści
| Konkurencja    | 1. miejsce           | 2. miejsce         | 3. miejsce              |           |
| Mężczyźni      | Mężczyźni            | Mężczyźni          | Mężczyźni               | Mężczyźni |
| -------------- | -------------------- | ------------------ | ----------------------- | --------- |
| do 56 kg       | Habib de las Salas   | Carlos Berna       | Luis García             |           |
| do 62 kg       | Óscar Figueroa       | Francisco Mosquera | Jesús López             |           |
| do 69 kg       | Luis Javier Mosquera | Bredni Roque       | Francis Luna-Grenier    |           |
| do 77 kg       | Addriel La O         | Junior Sánchez     | Jhor Moreno             |           |
| do 85 kg       | Yoelmis Hernández    | Yadier Nuñez       | Juan Francisco Ruiz     |           |
| do 94 kg       | Kendrick Farris      | Norik Vardanian    | Javier Vanega           |           |
| do 105 kg      | Jesús González       | Mateus Gregório    | Jorge Arroyo            |           |
| powyżej 105 kg | Fernando Reis        | George Kobaladze   | Fernando Salas          |           |
| Kobiety        |                      |                    |                         |           |
| do 48 kg       | Candida Vasquez      | Ana Segura         | Beatriz Piron           |           |
| do 53 kg       | Rusmeris Villar      | Génesis Rodríguez  | Yafreysi Silvestre      |           |
| do 58 kg       | Lina Rivas           | Yusleidy Figueroa  | Quisia Guicho           |           |
| 63 kg          | Mercedes Perez       | Marina Rodríguez   | Bruna Nascimento Piloto |           |
| do 69 kg       | Leidy Solís          | Neisi Dajomes      | Aremi Fuentes           |           |
| do 75 kg       | Ubaldina Valoyes     | Fernanda Valdés    | Jaqueline Ferreira      |           |
| powyżej 75 kg  | Yaniuska Espinosa    | Naryury Perez      | Seledina Nieve          |           |